# Arte de Roubar
Arte de Roubar é um filme português realizado por Leonel Vieira. É uma coprodução entre Portugal, Brasil e Espanha. O filme é originalmente falado em inglês.

## Sinopse
Chico da Silva (Ivo Canelas) e Jesus Fuentes (Enrique Arce) são dois amigos que vivem de pequenos roubos e golpes. Ambos viveram a maior parte da vida nos EUA, Chico é emigrante português e Fuentes é espanhol. "Queimados" por terras do Tio Sam decidem vir para Portugal em busca do golpe perfeito. Já em Portugal, são contratados por um velho e estranho Mordomo, Augusto (Nicolau Breyner), para assaltar uma Herdade que pertence a uma Condessa.

## Elenco
- Ivo Canelas… Chico da Silva
- Enrique Arce… Jesus Fuentes
- Flora Martínez… Lola
- Nicolau Breyner… Augusto Cardoso
- Soraia Chaves… prima
- Magüi Mira… condessa
- Rulo Pardo… cunhado
- Miguel Borges… Gomes
- Marco Horácio[2]

## Nomeações
Globos de Ouro 2009 (Portugal)
| Categoria                 | Resultado |
| ------------------------- | --------- |
| Melhor ator - Ivo Canelas | Indicado  |

[carece de fontes?]